# Borjak (ort)
Borjak (persiska: برجک) är en ort i Iran.   Den ligger i provinsen Markazi, i den centrala delen av landet, 280 km sydväst om huvudstaden Teheran. Borjak ligger 2 090 meter över havet och antalet invånare är 275.
Terrängen runt Borjak är kuperad åt sydost, men åt nordväst är den platt. Borjak ligger nere i en dal.Runt Borjak är det ganska glesbefolkat, med 48 invånare per kvadratkilometer. Närmaste större samhälle är Qūrchī Bāshī, 11,1 km nordost om Borjak. Trakten runt Borjak består i huvudsak av gräsmarker.